# Крупка вічнозелена
{{#ifeq:0|0|{{#if:Draba aizoides|{{#if:|[[]}}|[[]]}}}}
Крупка вічнозелена (Draba aizoides) — вид квіткових рослин родини капустяних (Brassicaceae).

## Біоморфологічна характеристика
Це багаторічна рослина 5–10 см заввишки. Рослина зі щільними дерновинами. Стебла нерозгалужені, голі, безлисті. Листки розташовані розетках, вузьколанцетні, до 2 см завдовжки, 1–1.5 мм завширшки, по краю довго війчасті. Квітки в короткій китиці. Чашечка 3–4.5 мм. Пелюстки 4–6.5 мм завдовжки, жовті. Стручечки голі, еліпсоїдальні, 6–10 см завдовжки, зі стовпчиком 2–4 мм завдовжки. 2n=16.

## Поширення
Росте у Європі: Албанія, Австрія, Бельгія, Болгарія, Словаччина, Франція, Велика Британія, Італія, Польща, Румунія, Іспанія, Швейцарія, Україна, Хорватія, Словенія. Росте в листяних і змішаних лісах, іноді також у ялинниках.
В Україні росте у ялинових лісах — у Карпатах, у верхів'ях Чорної Тиси, на Боржавській полонині.

## Використання
Декоративна рослина.